# SN 2009mf
SN 2009mf – supernowa typu II-P odkryta 6 grudnia 2009 roku w galaktyce IC 65. W momencie odkrycia miała maksymalną jasność 16,10m.